# Samuel Twardowski

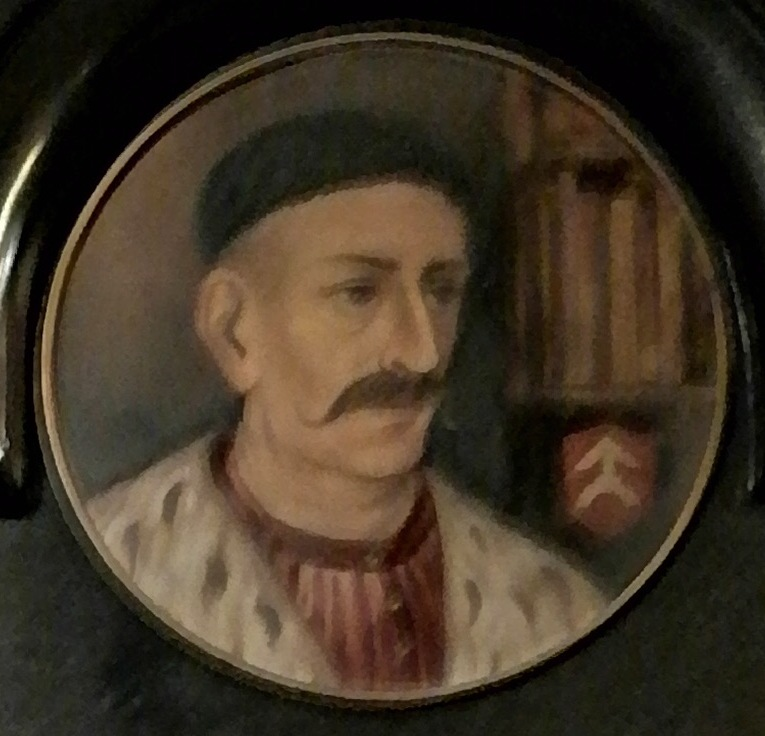
Gedenktafel für Samuel Twardowski in der Wallfahrtskirche Unserer Lieben Frau von der Krippe (Franziskanerkirche in Kobylin)

Samuel ze Skrzypny Twardowski (* 1595; † 1661) war ein polnischer Dichter, Tagebuchschreiber und Essayist, der in Polen-Litauen populär wurde. Von seinen Zeitgenossen wurde er als „polnischer Vergil“ bezeichnet.
Er wurde am Jesuitenkolleg in Kalisz (Kalisch) ausgebildet. Er ist bekannt als Verfasser historischer Epen.
Sein Werk Wojna domowa z Kozaki i Tatary über den Bürgerkrieg mit den Kosaken und den Tataren ist eines der Hauptwerke des Autors, ein umfangreiches Werk, das manchmal auch als Nationalepos bezeichnet wird.
Twardowski war von 1622 bis 1623 Sekretär von Krzysztof Zbaraski auf einer diplomatischen Mission im Osmanischen Reich. Während dieser Zeit verfasste er ein Tagebuch, das die Reise in Versen beschrieb, Przeważna legacja J.O. Książęcia Krzysztofa Zbaraskiego („Die wichtige Mission Seiner Gnaden Herzog Krzysztof Zbaraski“, veröffentlicht 1633).

## Wojna domowa
Sein berühmtestes und angesehenstes Werk war jedoch das bereits erwähnte Wojna domowa z Kozaki i Tatary, Moskwa, potya Szwedami i z-Wegry („Ein Bürgerkrieg mit den Kosaken und Tataren, Moskowitern und dann mit den Schweden und Ungarn“), dessen Stil von Klassikern und Renaissance-Autoren inspiriert wurde. Es ist ein Bericht über den Aufstand der Saporoger Kosaken, den Chmelnyzkyj-Aufstand gegen die polnische Herrschaft und Polonisierung der Ukraine. Diese Kosaken kämpften unter der Führung von Bohdan Chmelnyzkyj auch gegen den polnisch-litauischen Adel, der Mitte des 17. Jahrhunderts die Regionen der modernen Ukraine kontrollierte. Der Aufstand erschütterte das gesamte Commonwealth. Twardowski berichtet aus erster Hand über die Belagerung von Sbarasch im Jahr 1649 und die Schlacht bei Berestetschko im Jahr 1651. Seine Arbeit gilt als eine der maßgeblichsten Geschichten dieser Zeit.
Das Werk erschien in einer Krakauer Ausgabe (1660) unter der Kontrolle des Autors und in einer Kaliszer Ausgabe (1681), die von den Kaliszer Jesuiten für den Unterricht in den Ordenskollegien zensiert wurde, und die dem Autor Michał Kuran zufolge nicht die Grundlage für eine Neuausgabe bilden kann.

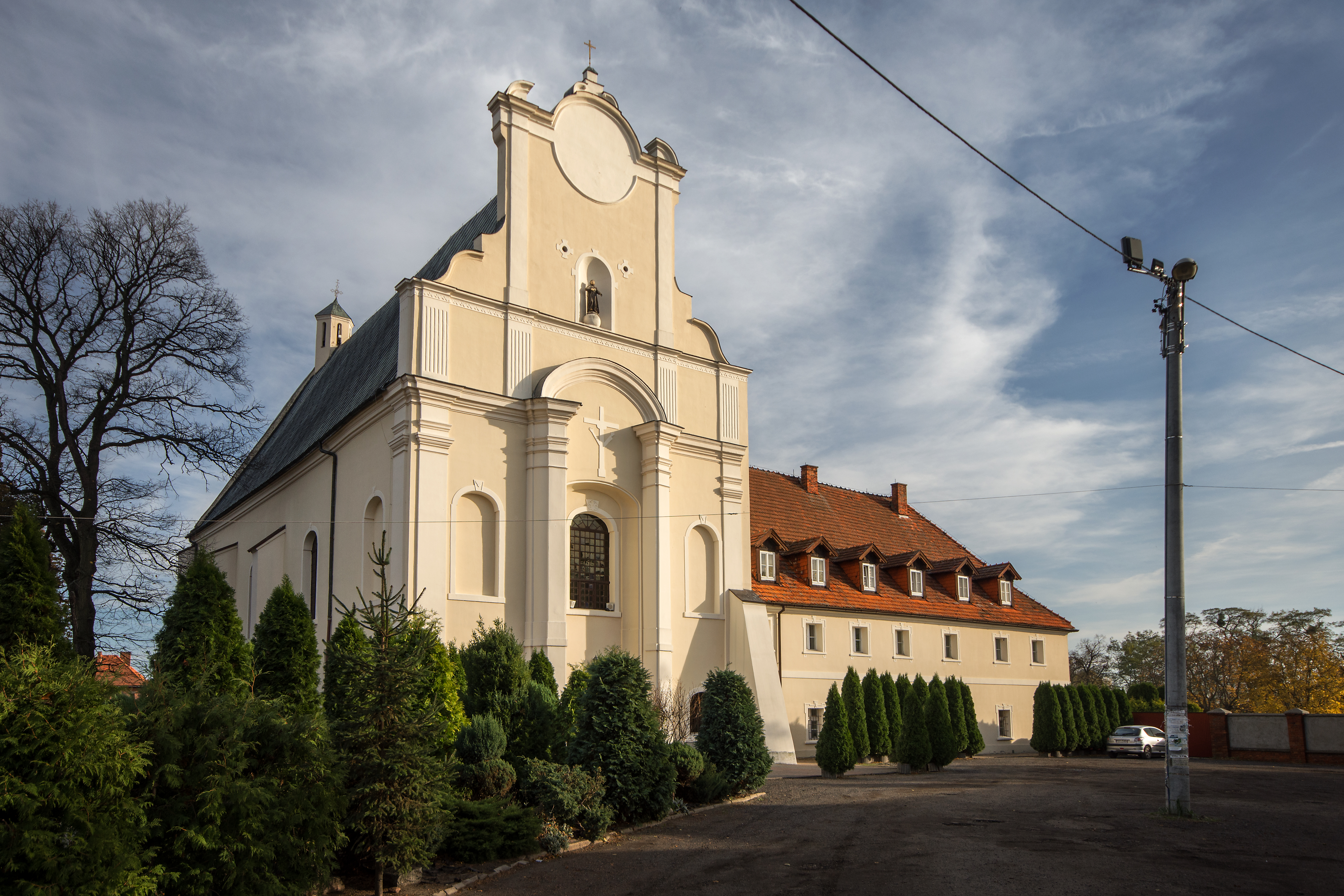
Franziskanerkloster in Kobylin

Der Barockdichter Samuel Twardowski ist in der Krypta der Kirche Unserer Lieben Frau von der Krippe begraben.
Eine Ausgabe von Twardowskis gesammelten Werken wurde 1955 in Wrocław (Breslau) veröffentlicht.

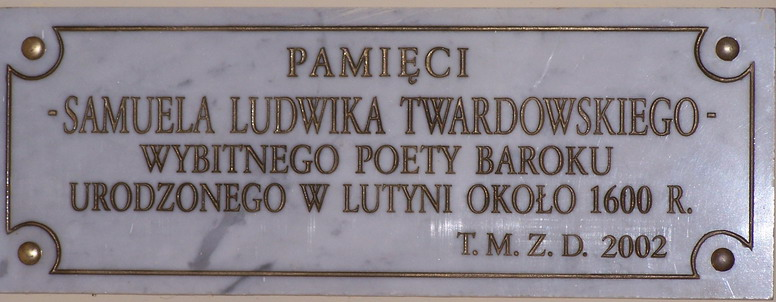
Gedenktafel in der Kirche Mariä Himmelfahrt in Lutynia

## Werke (Auswahl)
- Przewazna legacja JO Ksiazecia Krzysztofa Zbaraskiego (1633; “Die wichtige Mission Seiner Gnaden Herzog Krzysztof Zbaraski”)
- Dafnis w drzewo bobkowe przemienieła się (1638; “In einen Lorbeerbaum verwandelte Daphne”)
- Nadobna Paskwalina (1655; „Die schöne Pasqualina“)
- Woyna domowa z Kozaki i Tatary, Moskwą, potym Szwedami i z Węgry, przez lat dvvanascie za panowania nayjasnieyszego Iana Kazimierza krola polskiego tocząca się, na cztery podzielona xięgi oyczystą muzą od Samvela z Skrzypny Twardowskiego, opus posthumum (Digitalisate: Krakau 1660; Kalicz 1681)